# Cerynea sepiata
Cerynea sepiata là một loài bướm đêm trong họ Erebidae.